# Jong Ajax
A Jong Ajax az AFC Ajax labdarúgócsapatának a tartalék-, és utánpótlás együttese, holland labdarúgóklub, amely jelenleg a Eerste Divisie-ben szerepel. Székhelye a 2250 férőhelyes De Toekomst.

## Jelenlegi keret
2022. szeptember 5-i állapotnak megfelelően.
| #  |     | Poszt | Név                        |
| -- | --- | ----- | -------------------------- |
| 25 | NED | V     | Youri Baas                 |
| 26 | NED | V     | Youri Regeer               |
| 28 | NED | KP    | Kian Fitz-Jim              |
| 36 | NED | CS    | Amourricho van Axel Dongen |
| 37 | DEN | CS    | Christian Rasmussen        |
| 38 | ISL | KP    | Kristian Hlynsson          |
| 40 | NED | CS    | Sontje Hansen              |
| 41 | NED | KP    | Silvano Vos                |
| 42 | NED | CS    | Ar'jany Martha             |
| 43 | NED | V     | Olivier Aertssen           |
| 44 | SRB | V     | Mateja Milovanovic         |
| 45 | NED | KP    | Donny Warmerdam            |

| #  |     | Poszt | Név                                                           |
| -- | --- | ----- | ------------------------------------------------------------- |
| 46 | ECU | KP    | Patrickson Delgado (kölcsönben az Independiente del Valletől) |
| 47 | NED | V     | Tristan Gooijer                                               |
| 48 | MAR | V     | Diyae Jermoumi                                                |
| 49 | NED | CS    | Jaydon Banel                                                  |
| 50 | BRA | CS    | Giovanni                                                      |
| 51 | ENG | K     | Charlie Setford                                               |
| 52 | NED | K     | Sten Kremers                                                  |
| 53 | NED | K     | Tom de Graaff                                                 |
| 54 | NED | KP    | Julian Brandes                                                |
| 55 | NED | CS    | Gabriel Misehouy                                              |
| 56 | DEN | CS    | Jeppe Kjær                                                    |

## Stáb
| Naam              | Functie         |
| ----------------- | --------------- |
| John Heitinga     | edző            |
| Michel Kreek      | másodedző       |
| Erik Heijblok     | kapusedző       |
| Gerald Vanenburg  | technikai edző  |
| Herman Pinkster   | csapatmenedzser |
| Tim Glazenburg    | gyógytornász    |
| Frank van Deursen | gyógytornász    |
| Maikel van Wijk   | csapatorvos     |

## Volt vezetőedzők
| - Aad de Mos - Pieter Huistra - Adrie Koster - Michel Kreek - Alfons Groenendijk - Jan Olde Riekerink - Sonny Silooy - Marco van Basten - Louis van Gaal - John van ’t Schip | - John van den Brom - Gerard van der Lem - Hans Westerhof - Aron Winter - Fred Grim - Gery Vink - Marcel Keizer - Michael Reiziger |

## Sikerek, eredmények
- Eerste Divisie bajnoki cím (1x): 2018

- Jong Eredivisie bajnoki cím (8x): 1994, 1996, 1998, 2001, 2002, 2004, 2005, 2009

- Jong KNVB-Kupa győzelem (3x): 2003, 2004, 2012

- Amatőr KNVB-Kupa győzelem (1x): 1984

- KNVB District Kupa győzelem (3x): 1984, 1987, 1993

### Eredmények az Eerste Divisie-ben
Íme a Jong Ajax eddigi eredményei a holland másodosztályban, ahol általában 20 csapat szerepel.
| Idény     | Helyezés | Idény     | Helyezés | Idény     | Helyezés | Idény     | Helyezés |
| --------- | -------- | --------- | -------- | --------- | -------- | --------- | -------- |
| 2013–2014 | 14. hely | 2014-2015 | 12. hely | 2015-2016 | 9. hely  | 2016–2017 | 2. hely  |
| 2017–2018 | Bajnok   | 2018-2019 | 11. hely | 2019-2020 | 14. hely | 2020–2021 |          |